# Kortgene

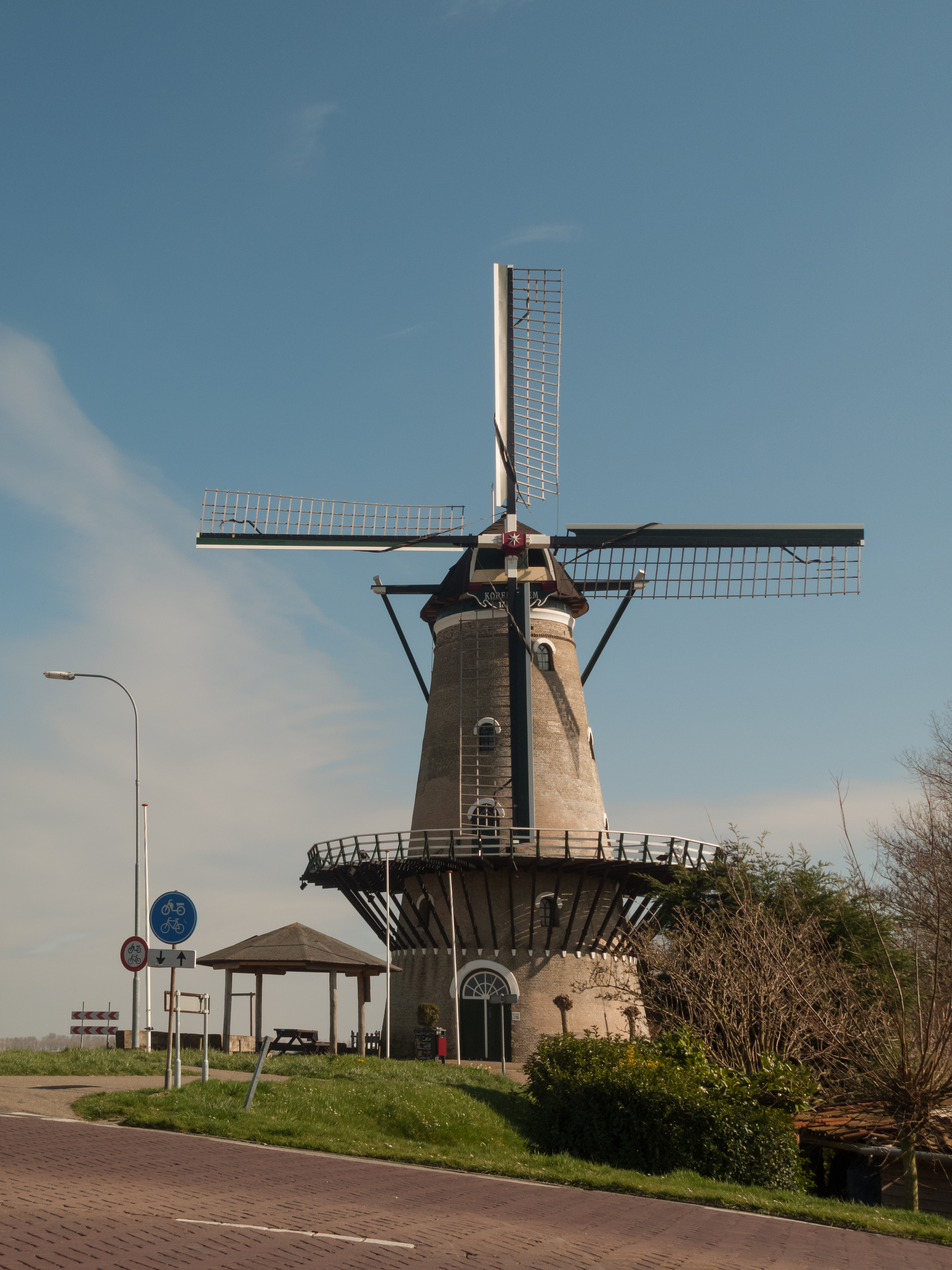
Kortgene, moulin: korenmolen de Korenbloem

Kortgene est un village appartenant à la commune néerlandaise de Beveland-du-Nord, situé dans la province de la Zélande. En 2003, le village comptait 1 850 habitants.
Kortgene était une commune indépendante jusqu'au 1er janvier 1995. À cette date, Kortgene et Wissenkerke fusionnent pour qu'il n'y ait plus qu'une seule commune sur l'île de Beveland-du-Nord, du nom de l'île.